# Honeywell TFE731

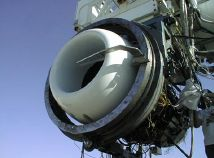
Honeywell TFE731-60 auf einem NASA-Prüfstand

Das Honeywell TFE731 (ursprünglich: Garrett AiResearch TFE731, militärische Ableitung ist das Honeywell F124) ist ein Turbofan-Triebwerk des US-amerikanischen Herstellers Honeywell. Es war das erste Turbofantriebwerk, das speziell für den Markt der Geschäftsreiseflugzeuge entwickelt wurde. Es ist ein Zweiwellentriebwerk, bei dem der Frontbläser (Fan) über ein Planetengetriebe von der Niederdruckturbine angetrieben wird. Das Bypassverhältnis lag zunächst zwischen 2,28 und 2,8. Das Triebwerk ist heute noch in Produktion und wird weiterentwickelt. Es ist wirtschaftlich außerordentlich erfolgreich. Bis 12/2006 wurden über 11.000 Einheiten der zivilen Varianten hergestellt.
Die Luft strömt im Triebwerk zunächst durch den Fan. Ein Teil davon geht dann durch einen axialen Verdichter mit vier oder fünf Stufen und wird zuletzt in einem einstufigen Radial-Hochdruckverdichter weiter komprimiert. Diese Druckluft wird in eine ringförmige Brennkammer weitergeleitet, in der die Strömung die Richtung wechselt. Nach dem Verlassen der Brennkammer wird sie erneut umgelenkt und dann durch die einstufige axiale Hochdruckturbine geführt, die den Verdichter antreibt. Anschließend wird die dreistufige axiale Niederdruckturbine durchströmt, deren Welle über ein Getriebe den Fan antreibt. Die austretenden Brenngase, vermischt mit der Fanluft, werden danach in einer Düse entspannt und liefern den Antriebsschub.

## Geschichte
Das Triebwerk wurde April 1969 angekündigt und beruht auf den Erfahrungen, die mit dem Garrett AiResearch TPE 331 gemacht worden waren. Das erste Triebwerk lief im September 1970 auf dem Prüfstand und wurde in der Luft in einer Learjet 25 erprobt. Die Zulassung durch die FAA erfolgte im August 1972. Im selben Monat wurden die ersten Serientriebwerke zum Antrieb der Dassault Falcon 10 geliefert.
Bereits einen Monat später wurde das Triebwerk in der Ausführung TFE731-3 mit gesteigerter Leistung auch für die vierstrahlige Lockheed JetStar gewählt. Eine Maschine dieses Typs mit den neuen Triebwerken flog im Juni 1974 zum ersten Mal. Bald darauf wurden mit den Bezeichnungen –3A und –3B zwei weitere Versionen herausgebracht, die für verbesserte Höhenleistungen einen geänderten Einlaufbereich und Fan erhielten. 1982 wurde die TFE731-5 mit 19,1 kN Schub zugelassen, ein Jahr später folgte die Ausführung –5A (Schub: 20 kN), bei der das Bypassverhältnis vergrößert wurde, was eine weitere Leistungssteigerung brachte. 1991 folgte das –5B mit einem Schub von 21,1 kN und verringertem spezifischen Verbrauch durch nochmals vergrößerten Luftstrom des Fans. Im gleichen Jahr wurde der Fan des –3A und das Kerntriebwerk des –5 zu dem nun mit TFE731-4 bezeichneten und in die Cessna Citation 650 eingebauten Triebwerk kombiniert.
2001 befanden sich die Varianten –20 (Learjet 45), -40 (I.A.I. 1125 Astra SPX), und –60 (Dassault Falcon 900EX) der zweiten Generation des TFE731 in Fertigung. Beim -60 beträgt der Schub 22,49 kN, das Druckverhältnis 22:1 und das Bypassverhältnis 3,9:1.
Aktuelle Version ist das TFE731-50, das im Jahr 2002 seine Zulassung erhalten hat und unter anderem in der Dassault Falcon 900DX Verwendung findet.

## Verwendung
Varianten des Triebwerks wurde darüber hinaus unter anderem in folgenden Flugzeugtypen verwendet:
- Dassault Falcon 50
- Learjet 35 und 36
- Cessna Citation III
- Hawker Siddeley HS.125
- I.A.I. 1124
- Sabreliner
- CASA C 101
- FMA IA 63 Pampa
- Hongdu K-8 (Exportversion)

## Technische Daten (TFE731-50R)
- Luftdurchsatz: 71,2 kg/s
- Druckverhältnis: 14,6:1
- Bypassverhältnis: 3,6:1
- Fan: 1-stufig, Titan
- MD-Verdichter: vierstufig, axial
- HD-Verdichter: einstufig, radial
- HD-Turbine (für Verdichter): einstufig axial
- ND-Turbine (für Fan): dreistufig axial
- Brennkammer: Ringförmig mit zwölf Einspritzdüsen
- Turbineneintrittstemperatur <1022 °C[1]
- Länge: 1975 mm[1]
- Breite: 847 mm[1]
- Höhe: 1027 mm[1]
- Gewicht: 443,6 kg[1]
- Startschub: 22,24 kN[1]

## Technische Daten weiterer TFE731 Modelle
| Typ       | Schub (kN)    | Nebenstrom- verhältnis beim Start | Gesamtdruck- verhältnis | Bläserdurch- messer (m) | Länge (m) | Trocken- masse (kg) | Zulassung | Einsatz bei                              |
| --------- | ------------- | --------------------------------- | ----------------------- | ----------------------- | --------- | ------------------- | --------- | ---------------------------------------- |
| TFE731-20 | 15,57         | 3,1:1                             | 21:1                    | 0,72                    | 1,547     | 406                 | 1997      | Learjet 40 XR/45 XR                      |
| TFE731-40 | 19,6          | 2,9:1                             | 22:1                    | 0,72                    | 1,547     | 406                 | 1995      | Gulfstream G150                          |
| TFE731-50 | 21,79 – 22,24 | 3,6:1                             | 24,2:1                  | 0,75                    | 2,314     | 440                 | –         | Hawker Beechcraft Hawker 750/850XP/900XP |
| TFE731-60 | 22,24         | 3,9:1                             | 22:1                    | 0,78                    | 2,083     | 448                 | 1995      | Dassault Falcon 900DX/EX                 |

## F124
Eine militärische Variante mit geringerem Bypass-Verhältnis ist das Honeywell F124 (zivile Bezeichnung Honeywell TFE1042). Diese Triebwerksvariante wurde ab 1978 zunächst zusammen mit Volvo Flygmotor entwickelt. Der erste Prototyp lief im August 1979 auf dem Prüfstand. Volvo stieg 1982 aus dem Programm wieder aus, als Schweden sich für die Saab JAS-39 Gripen mit dem General Electric F404 entschied. 1983 konnte AIDC aus Taiwan als Partner gewonnen werden. Insgesamt wurden 216 Prototypen hergestellt. Als Version TFE1042-70 mit Nachbrenner kommt es in der AIDC F-CK-1 Ching-Kuo zum Einsatz. Der Schub beträgt dabei 41,1 kN. Die Serienfertigung begann 1989. Bis 1999 waren alle 332 Triebwerke dieser Serie ausgeliefert und die Fertigung wurde eingestellt.
Im März 1994 entschied sich auch Aero für das TFE1042. Die Variante F124-GA-100 ist mit einem FADEC ausgerüstet und wird in der Aero L-159 eingesetzt. Der Erstflug fand im August 1997 statt.
Dieses Triebwerk wurde auch für die T45A Goshawk untersucht, unterlag aber. Eine weitere Verwendung fand das Triebwerk in dem Technologie-Demonstrator Boeing X-45A.
Bis zum Januar 2005 waren 460 Triebwerke dieses Typs produziert.

### Technische Daten (Honeywell TFE1042-70)
- Luftdurchsatz: 43,29 kg/s
- Druckverhältnis: 14,6:1
- Bypassverhältnis: 0,75:1
- Fan: dreistufig, Titan
- MD-Verdichter: vierstufig, axial
- HD-Verdichter: einstufig, radial
- HD-Turbine (für Verdichter): einstufig axial, max. Drehzahl 33000 min-1
- ND-Turbine (für Fan): dreistufig axial, max. Drehzahl 21000 min-1
- Brennkammer: Ringförmig mit zwölf Düsen
- Turbineneintrittstemperatur 1204 °C
- Länge: 3561 mm
- Durchmesser: 590 mm
- Gewicht: 616 kg
- Startschub: 26,80 kN, mit Nachbrenner 41,14 kN